# Жизнь Наполеона Бонапарта
«Жизнь Наполеона Бонапарта, императора французов» (англ. The Life of Napoleon Buonaparte, Emperor of the French) — исторический труд британского писателя Вальтера Скотта, написанный в 1825—1827 годах и опубликованный в 1827 году. Рассказывает о Французской революции и Первой империи. Книга стала бестселлером и получила скандальную известность.

## Создание и оценки
Вальтер Скотт работал над «Жизнью Наполеона Бонапарта» в течение двух лет (1825—1827), при этом параллельно создавая романы, статьи и рецензии. Это было начало периода банкротства, когда писатель остро нуждался в деньгах. О своём историческом труде он говорил: «Это первое моё сочинение, в успехе которого я почему-то уверен». Книга, вышедшая в июне 1827 года в девяти томах, действительно имела огромный успех. По словам биографа Скотта Хескета Пирсона, она «явилась первым историческим сочинением, раскупавшимся, как популярнейшая беллетристика; оно доказало Маколею, Карлейлю и другим викторианцам, что история может обеспечить автору и положение, и деньги, если её красочно преподнести». Только на первых двух изданиях автор заработал огромную сумму — 18 тысяч фунтов стерлингов.
В этом труде в полной мере проявились консервативные взгляды Скотта: писатель относился с антипатией к Французской революции и к Наполеону, приветствовал реставрацию Бурбонов. Из-за этого книгу восприняли с неприязнью многие представители условного демократического лагеря. Так, Генрих Гейне написал: «Бедный Вальтер Скотт! Будь ты богат, ты не написал бы этой книги и не стал бы бедным Вальтером Скоттом».